# الانتحار في المكسيك
اعتبارًا من عام 2016، بلغ معدل الانتحار في المكسيك 5.2 لكل 100.000 شخص، مما جعلها تحتل المرتبة 147 في العالم. وهذا يمثل زيادة عن 2.2 في عام 1990.